# (74231) 1998 SS24
(74231) 1998 SS24 – planetoida z pasa głównego asteroid okrążająca Słońce w ciągu 4,23 lat w średniej odległości 2,61 j.a. Odkryta 17 września 1998 roku.